# Архитектура Красноярска

## XVII век
6-18 августа 1628 года — построен острог облегченного типа. Тыновая ограда из вертикально вкопанных и заостренных бревен сохранялась в малом, а позже и в большом острогах Красноярска при всех последующих перестройках.
Высота тына малого города составляла «одну сажень, один и три четверти аршина», или около 3,4 м. В плане острог представлял собой неправильный четырёхугольник. Общая окружность малого острога насчитывала чуть больше 191 сажени (около 410 метра). Острожные стены были усилены пятью башнями, из которых три являлись угловыми. Со стороны Качи по направлению к западу находились Качинская и Угольная башни, а западная, выходящая к Енисею башня получила название Быковской. Спасская находилась посредине западной стены и контролировала подступы со стороны леса, а Водяная башня размещалась в центре южной острожной стены, через неё открывался выход к Енисею.
Каждая башня имела по три яруса. Нижние два использовались как складские и служебные помещения, а на верхнем ярусе обычно размещался «огнестрельный наряд»- пушки и стеновые или зачинные пищали. На Спасской башне была установлена зачинная пищаль, стрелявшая картечью, а на Водяной — полковая пищаль, которую заряжали ядрами.
Внутри малого острога находились амбар (для хлебных запасов), съезжая изба, тюрьма, воеводский двор, баня. После того как построили Преображенскую церковь (ранее она размещалась в Спасской башне), в Спасской башне устроили часовню и колокольню. В 1693 году из Москвы прислали «часы боевые». Казаки жили в рубленных топором избах на высоких жилых или хозяйственных подклетах.
Почти 100 лет Красноярск оставался «приграничной» крепостью.
В 1708 году население острога составляло 849 человек. Основные занятия: охота, сбор на ближних островах дикого хмеля, торговля, ремесла, хлебопашество, пушной промысел.
Военно-стратегическая роль города диктует его компактную планировку.

## XVIII век
В начале столетия город стал самым крупным на Енисее торговым и ремесленным центром. Многие горожане превратились в землевладельцев.
Пожар 1773 года уничтожил острог и практически весь город, после пожара осталось только 30 домов.
Из Тобольска был прислан сержант геодезии Петр Моисеев, который дал городу линейную планировку петербургского типа, что до сих пор прослеживается в старой части города.
В XVIII веке появляется первый частный каменный дом. В 1785 году начинает строиться каменная Покровская церковь.
Первые каменные постройки Красноярска не сохранились. Наиболее значительной из них был Воскресенский собор, построенный в 1759 году тобольскими и енисейскими мастерами на территории острога (Старый собор).
Самым старым из сохранившихся каменных зданий является Покровская церковь (ныне ул. Сурикова, 26). Она закончена к 1795 году.
См. также: Всехсвятская церковь.

## XIX век

### Благовещенская церковь
В 1804 году начинается строительство приходской Благовещенской церкви (ныне пересечение улиц Ленина и 9 января) — третий каменный храм в городе. Строилась протоиреем Алексием Алексеевым на средства купца Егора Пороховщикова. Проект мещанина Григория Бусыгина. Работала артель енисейских каменщиков под руководством иркутского мастера Ивана Прохорова. Завершал строительство енисейский мастер Иван Огрызков. Прихожанами новой церкви стали 462 человека из красноярцев, и 209 жителей трех ближайших деревень — Тетериной, Кубековской и Горской.
В первой половине XX века церковь была наполовину разрушена, в течение многих лет в ней размещалась пушно-меховая база.
Улица, начинавшаяся от Благовещенской церкви стала называться Благовещенской (ныне ул. Ленина).

### Старобазарная площадь
В начале XIX века Старобазарная площадь с новым Воскресенским собором и гостиным двором является главным общественно-торговым центром города. Улица, начинавшаяся от Воскресенского собора, называлась Большой, позднее Воскресенской. В 1921 году она была переименована в Советскую, в 1937 году — в проспект им. И. В. Сталина. В 1961 году улица получила современное название — проспект Мира. Третьей главной улицей города была улица Узенькая, или Гостинская — ныне ул.(проспект) К. Маркса.
Купцы Васильевский, П. И. Кузнецов с женой, пожертвовавшие Воскресенскому собору значительные средства, городской голова Смирнов, Павел Степанович, и командор Н. П. Резанов, умерший в Красноярске, были похоронены в ограде собора.
В 1844 году архитектор Рачинский предложил проект Гостиных рядов (ныне ул. К. Маркса,6). Поправки к проекту делал архитектор Набалов, а в связи с надстройкой второго этажа внес свои изменения и дополнения в проект городской архитектор Битюцкий. Гостиные ряды строились с 1857 года по 1865 год. На первом этаже было 17 торговых лавок. На втором этаже — общественные и присутственные места. В подвале — склады.
По площади П-образно к собору располагались деревянные торговые ряды.
После постройки в середине XIX века Кафедрального Богородице Рождественского собора в городе сформировался новый общественно-торговый центр — Новособорная площадь. Старобазарная площадь частично утрачивает своё значение. Базары здесь проводятся только по пятницам.

## Улицы Красноярска
Улицы Красноярска были прямые и ровные, ориентированы по сторонам света. Широтные улицы пролагались с востока на запад, от Стрелки (место слияния Енисея и Качи) в сторону Николаевской горы. Они шли параллельно Енисею. Главная улица города, Воскресенская, начиналась от Воскресенского храма. Остальные были параллельны Воскресенской.
Меридиональные улицы шли с юга на север, от Енисея в сторону Покровской горы. Они строились перпендикулярно широтным улицам и пресекали их под прямыми углами.
Кварталы были примерно одинаковыми по размеру и имели правильные геометрические формы. Улицы расходились от площадей и сходились к площадям, и на этих открытых, издали видных площадях возвышались крупные общественные здания.

## 1822 год
В 1822 году Красноярск становится губернским городом.
«Дело о разделении г. Красноярска на две части» от 1823 года закрепляет его регулярную застройку: «Красноярск состоит из 550 домов… Главные продольные улицы начинаются от площади гостиного двора: 1. Качинская; 2. Большая Воскресенская; 3. Гостинская; 4. Песошная (ул. Дубровинского); 5. Енисейская набережная. Первая разделяется от Благовещенской церкви на две таковые продольные: …Благовещенскую (совр. ул. Ленина) и Большекачинскую (совр. ул. Марковского). Поперечные улицы: 1-я от Качи через площадь называется Базарной (совр. ул. Каратанова), 2-я — Благовещенский переулок (ул. 9 Января), 3 -я — Раздельная (совр. ул. Парижской Коммуны), 4-я — Покровская (ул. Сурикова), 5-я, к выходу из города, Яковлевская (совр. ул. Вейнбаума).
Признается удобным грань между частями города назначить по ул. Раздельной. Первая часть заключает в себе 10 кварталов обывательских строений и 254 дома, вторая часть — 21 квартал и 293 дома — от Раздельной улицы до шлагбаума, выезда из города».
Тогда же утвердилось понятие «куртина» как структурная единица плана. Каждая куртина состояла из полосы кварталов между двумя поперечными улицами от Качи до Енисея. К 1823 году было застроено 5 куртин и начали появляться строения за Качей, у дороги на Енисейск.
| тип домов  | 1784 год | 1801 год | 1823 год | 1847 год |
| ---------- | -------- | -------- | -------- | -------- |
| Каменные   | -        | 1        | 7        | 46       |
| Деревянные | 337      | 430      | 544      | 1106     |

Таблица: Число обывательских домов
| Название улицы        | Современное название    | 1807 год | 1819 год | 1829 год |
| --------------------- | ----------------------- | -------- | -------- | -------- |
| Воскресенская         | пр. Мира                | 13       | 15       | 17       |
| Благовещенская        | Ленина                  | -        | 1        | 6        |
| Гостинская            | К.Маркса                | 8        | 5        | 3        |
| Песочная              | Урицкого                | -        | 1        | 2        |
| Большекачинская       | Марковского             | 8        | 5        | -        |
| Малокачинская         | Лебедевой               | -        | -        | 2        |
| Поперечная к Каче     | ул. Каратанова          | 6        | -        | 1        |
| Покровская            | Сурикова                | -        | 1        | 2        |
| Мельничная            | Марковского             | 5        | 1        | -        |
| Луговая               | ул. Кузнечная (снесена) | 1        | -        | -        |
| Набережная Енисея     | -                       | 2        | 1        | 1        |
| Старобазарная площадь | пл. Мира                | 5        | 1        | 1        |

Таблица: Расположение купеческих домов по улицам

## План 1828 года
В середине 1820-х годов в бюро под началом архитектора Вильяма Гесте был разработан перспективный генеральный план города.
Реализация этого проекта лишь в незначительной степени затронула исторически сложившуюся часть города: в центре было предпринято выравнивание «красных» линий и укрупнение кварталов (каждые четыре смежные квартала были объединены в один).
Для освоения новых территорий, Гесте разработал «образцовые» кварталы (100 х 50 и 70 х 50 саженей), и новая застройка шла именно таким путём.
Красноярск стал интенсивно расти в западном направлении, и вместе с городом к западу, по оси главной улицы переместился общегородской центр: в районе прежней западной границы Красноярска образовалась главная городская площадь.
По проекту Гесте по периметр площади застраивался зданиями административного и торгово-хозяйственного назначения, в центре площади намечалось строительство доминирующего над общегородской застройкой объёма главного городского собора.
План города утверждает сам император. В верхнем левом углу плана написано: «На подлинном собственною е. и. в. написано рукою тако: быть по сему. Николай I. С. Петербург, ноября 2 дня 1828 года».
С 1823 года город заметно вырос: появилось 185 новых домов, в том числе 17 каменных.
План 1828 года, предусматривая рост Красноярска к Афонтовой горе, сохранял направления улиц и сложившиеся размеры кварталов. Лишь 10-я куртина включала в себя широкую полосу из городского сада у Енисея и огромной площади с собором. Крупный масштаб пространства и застройки подчеркивал значение формируемого здесь нового губернского центра. Главная улица, Воскресенская, становилась «линейным центром», парадным «коридором», связывающим Старобазарную и Новособорную площади, получая классическую протяженность между этими узлами — около 2,5 км.
Фактическая же застройка города с конца XVIII века до 1828 года дошла от района нынешней ул. Перенсона (ранее пер. Почтамтский) до современной ул. Горького (ранее пер. Архиерейский). Сразу за западной границей «городового сада» и площади были выстроены деревянные казармы для солдат расквартированного батальона и жандармской роты и военный лазарет.
На центральных улицах города отражаются этапы капитальной застройки первой половины XIX века: с удалением от старого центра на запад здания становятся крупнее.
Планом были предусмотрены две новые площади: Плацпарадная и Острожная. На Острожную площадь перенесли старый тюремный острог, а на его месте в конце 50-х годов был построен деревянный театр. Название площади поменялось на «Театральная».

## Площади Красноярска
- Старобазарная (ныне Площадь Мира)
- Новособорная (или Новобазарная) (ныне площадь Революции)
- Острожная, позднее Староострожная, с 1878 года Театральная (ныне на этом месте стадион «Локомотив»)
- Плацпарадная (ныне Красная площадь)
- Владимирская. Пересечение пр. Мира и ул. Парижской Коммуны. В определённой части застроена.

В XX веке сформировались площади:
- 350-летия Красноярска — 20 сентября 2005 года была переименована в Театральную[5]
- Предмостная площадь
- площадь у железнодорожного вокзала

## Золотая лихорадка
В 1840-е годы Енисейская губерния стала центром золотодобычи в Сибири.
С 1830-х годов стали появляться деревянные тротуары, уличные фонари, будки ночных сторожей, набережную Енисея обсадили деревьями.
Особенно значительные изменения произошли во времена золотой лихорадки. В городе появились китайские беседки в садах, купальни с комнатами отдыха и буфетом, дом общественного собрания с залами для танцев, буфетом, комнатой для карточных игр, биллиардной, и т. д.
31 января 1844 года было дозволено строить двухэтажные деревянные дома в Красноярске.
Деревянный дом в Красноярске в 1819 году стоил 1800 рублей. В 1860-х годах в центре города деревянный дом со строениями оценивался примерно в 1920 рублей.

## Образцовые проекты
В первой половине XIX века широкое распространение получили «образцовые» или «высочайше апробированные» проекты жилых домов и усадеб, общественных, культовых, торговых зданий. Разработанные при непосредственном участии крупнейших столичных архитекторов — В. П. Стасова, А. Д. Захарова, К. И. Росси и других, такие проекты собирались в альбомы и рассылались по всей стране для руководства и использования. Рекомендации относились, в основном, к главным фасадам. В Красноярск первые серии таких эскизов поступили в 1810-20-х годах. Сохранившиеся дома подобного рода составляют ценную часть архитектурного наследия города.

## Пригороды
В 1863 году в Красноярске жило 9 997 человек, в 1893 году — 17 035 человек. В XIX веке на окраинах города стали возникать слободы.
- В 1860-х годах в пойме Качи — Качинская слобода
- В 1880-е — Закачинская
- В 1890-е Покровская слобода на Покровской горе
- В 1890-е годы на склонах Афонтовой горы стали селиться рабочие, строившие Красноярскую железную дорогу. В честь императора Николая II слободу назвали Николаевской.
- В 1900-е годы рабочие поселки стремительно разрастались, и появилась Алексеевская слобода, названная в честь наследника престола Алексея Николаевича.

По всеобщей переписи населения Российской империи 28 января 1897 года по количеству жителей Красноярск занимал шестое место в Сибири.

## Городские архитекторы города Красноярска
- Бетюцкий, Владимир Михайлович — городской архитектор с 1856 года по 1859 год.
- Лоссовский, Александр Александрович (Лассовский) — городской архитектор с 1876 года по 1881 год.
- Арнольд, Максимилиан Юрьевич (Георгиевич) — городской архитектор с 1883 года по 1884 год.
- Фольбаум, Александр Александрович — городской архитектор с 1888 года по 1890 год.
- Дриженко, Сергей Георгиевич — городской архитектор с 1908 года по 1930-е[6].

## XX век
В конце XIX — начале XX века в Красноярске работают архитекторы:
- В. А. Соколовский (1874—1959) — губернский архитектор с1906 года по 1916 год.
- Л. А. Чернышев (1875—1933)
- С. Г. Дриженко

Лучшие работы В. А. Соколовского:
- особняк Н. И. Гадалова (1904) — ныне художественный музей им. В. И. Сурикова (ул. К. Маркса, 36);
- дом на углу улиц К. Маркса и Сурикова (1910—1912), ныне музыкальная школа;
- Римско-католический храм (1911);
- здание Общественного собрания (1910—1913), ныне Дом офицеров (пр. Мира, 69);
- Красноярский почтамт (1911), ныне ул. Ленина, 62.

Лучшие работы Л. А. Чернышева:
- купеческий клуб (1908—1910) (пр. Мира, 71);
- особняк в восточном стиле на ул. Кирова, 25
- здание краеведческого музея в египетском стиле (1912—1929).

С. Г. Дриженко был городским архитектором Красноярска с 1908 года по 1930 год.
Лучшие работы С. Г. Дриженко:
- Дом просвещения (Дом учителя, ул. Кирова, 24),
- особняк Ускова (ул. Марковского, 60)
- кинематограф «Художественный электротеатр» в 1915 году (кинотеатр «Совкино» до его реконструкции в 1960 году),

В 1921 году по распоряжению губисполкома площади, улицы и переулки Красноярска получили новые названия.
23 января 1938 года — в Красноярске создается Союз архитекторов.
В Ленинградском отделении института Гипрогор под руководством архитектора Ю. М. Киловатова был разработан генплан застройки Красноярска. Ранние разработки были проведены ещё в 1930-е годы, но из-за войны генплан только в 1950 году был утвержден горисполкомом, а в 1951 году Советом министров РСФСР. В этом генплане особое внимание уделялось застройке правобережной части города. Было решено возводить жилые массивы по сторонам от основной магистрали правого берега — проспекта имени газеты «Красноярский рабочий». Планировалось построить около 200 кварталов.
В 1948 — 1952 годах было построено здание речного вокзала Красноярского порта; архитектор — Александр Голубев. В 1958 году модель вокзала получила серебряную медаль и Почётную грамоту на Всемирной выставке в Брюсселе.
В 1958 году на улице 26 Бакинских комиссаров трест Красноярскпромхимстрой начал строительство крупнопанельного дома.

## XXI век

### Главные архитекторы города
- 1946 год—1950 год — Понаморев Алексей Михайлович
- 1950 год—1954 год — Климушин Василий Александрович
- 1954 год—1960 год — Кочар Геворг Барсегович
- 1960 год—1963 год — Покровский Юрий Константинович
- 1963 год—1971 год — Брудский Юлий Абрамович
- 1971 год—1981 год — Лопатин Валерий Александрович
- 1981 год—1986 год — Панов Эдуард Михайлович
- 1986 год—1990 год — Ульянов Владимир Иванович
- 1990 год—1996 год — Чепижко Владимир Николаевич
- 1996 год—1999 год — Пирогов Вадим Николаевич
- 1999 год—2002 год — Меркулов Михаил Леонидович
- 2002 год—9 ноября 2007 — Супоницкий Аркадий Владимирович
- 4 июня 2008 года — 1 февраля 2012 года — Пирогов Вадим Николаевич